# Conus sutorianus
Conus sutorianus é uma espécie de gastrópode do gênero Conus, pertencente a família Conidae.